# (3329) Golay
(3329) Golay es un asteroide perteneciente al cinturón de asteroides, descubierto el 12 de septiembre de 1985 por Paul Wild desde el Observatorio de Berna-Zimmerwald, Berna, Suiza.

## Designación y nombre
Designado provisionalmente como 1985 RT1. Fue nombrado Golay en honor del astrónomo suizo Marcel Golay.